# Aleksandr Kazakevič
Aleksandr Kazakevič, född 12 juni 1986 i Vilnius, är en litauisk brottare som tog OS-brons i supertungviktsbrottning i den grekisk-romerska klassen 2012 i London.